# Florina de Borgoña
Florina de Borgoña (1083-1097) fue una mujer cruzada francesa. Era la hija de Eudes I de Borgoña y Sybilla de Borgoña. Su abuelo materno fue Guillermo I de Borgoña. Florine estaba casada con Svend el Cruzado, un hijo de Svend II de Dinamarca.

## Biografía
Juntos, Florina y Svend dirigieron a mil quinientos jinetes en la Primera Cruzada, y fueron sorprendidos por los turcos mientras avanzaban a través de las llanuras de Capadocia. Superados en número, Svend se defendió durante todo un día, sin poder repeler a los turcos con todos los esfuerzos de su coraje ni con las hachas de sus guerreros; Florina luchó valientemente a su lado. Atravesada por siete flechas, pero todavía luchando, buscó con Svend abrir un paso hacia las montañas, cuando fueron abrumados por sus enemigos. Cayeron juntos en el campo de batalla, después de haber visto a todos sus caballeros y sirvientes más fieles perecer a su alrededor.

## Ficción
La vida de Florina fue dramatizada por William Bernard McCabe en la novela Florine, Princess of Burgundy: A Tale of the First Crusaders, publicada en 1855.